# 白娘子

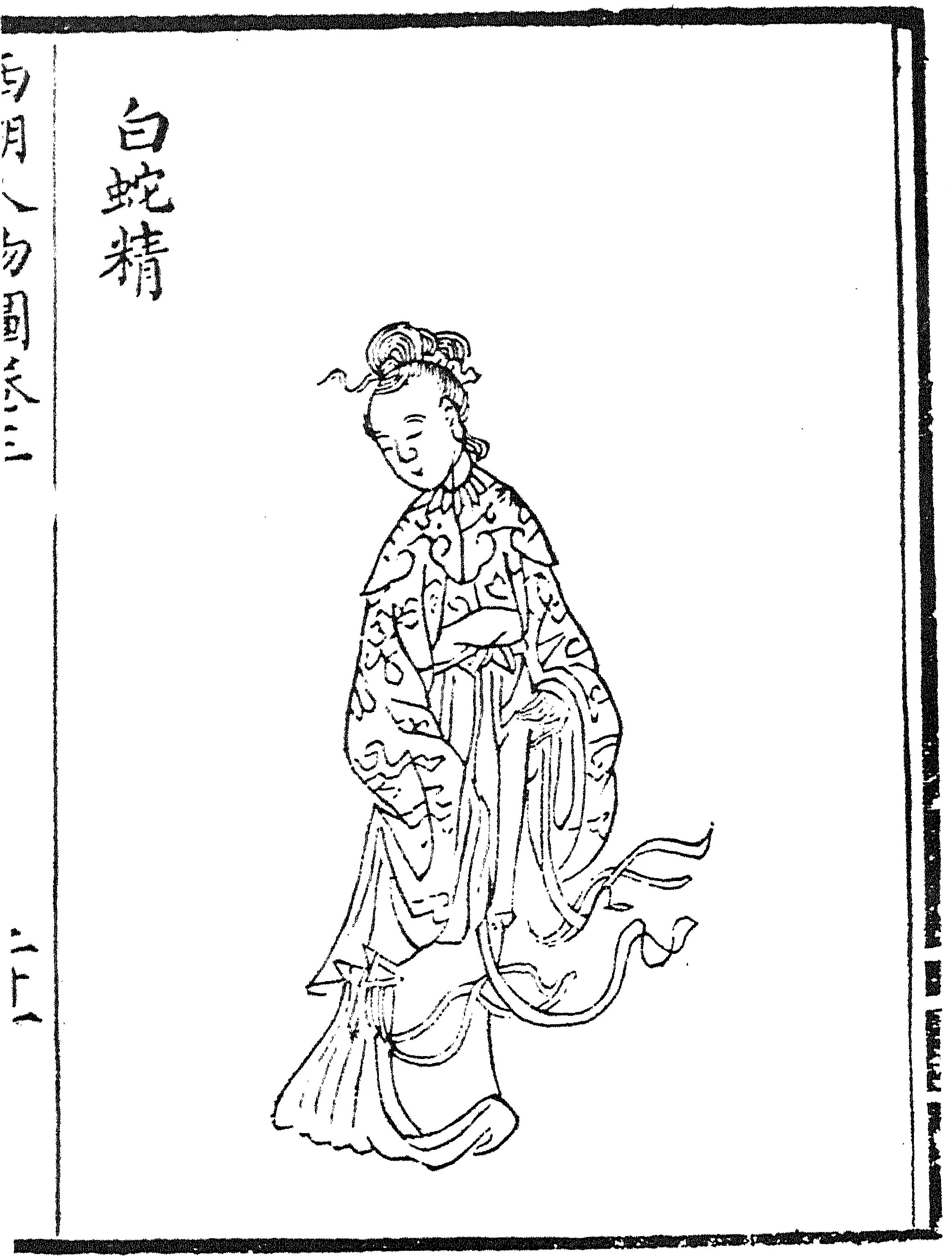
《西湖拾遺》白娘子插圖

白娘子，是中國四大民間傳說之一《白蛇传》中变化成人的千年白蛇。

## 人物来历

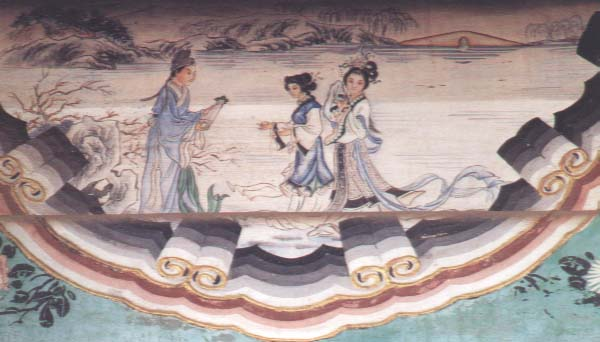
游湖借伞，北京颐和园长廊画

最初描写白娘子来历的文献是《雷峰塔奇传》，讲述白娘子是四川峨眉山清风洞的白蛇洞王，在洞内修行了千餘年，因修行年久，法术精高。
而《白蛇全传》中更详细的说明了白娘子的生世与来历。里面讲述东海的一条白龙奉命于辛已年二月十二正逢辛已日午前已时降世行雨，由于龙有淫性，忽然有了感觉而落下几点龙精，而龙精正好滴在了峨眉山前，受了日月精华与雨露的滋养而化作一条长蛇。而这条长蛇的形体属五行，于干支而论，在大千世界中气属金，体象纯白，辛属阴，故为女身。形体虽然属蛇，但却还是龙身，却未脱去龙形。于峨眉山上修炼了几百年，采天地之灵气受日月之精华，故能幻化人形。在一日月光皎洁的夜晚私吞了蛤蟆精的内丹而增长了五百年的功行。自己取名为素贞，后拜蕊芝仙子与骊山老母为师，并赐名为六支，派她到西池的桃园中打扫落叶。后来为求成仙而得知尘缘未了，便下界来人间寻找从前的救命恩人，到了杭州后便遇到另外一個蛇精小青，並收小青為婢女。
在前世与法海有着不为人知的恩怨纠葛，而后世又来描述法海向白娘子以佛法来镇妖的道义对白娘子复仇，后来法海成功的收伏了白娘子，并把她镇压在了雷峰塔。

## 人物形象

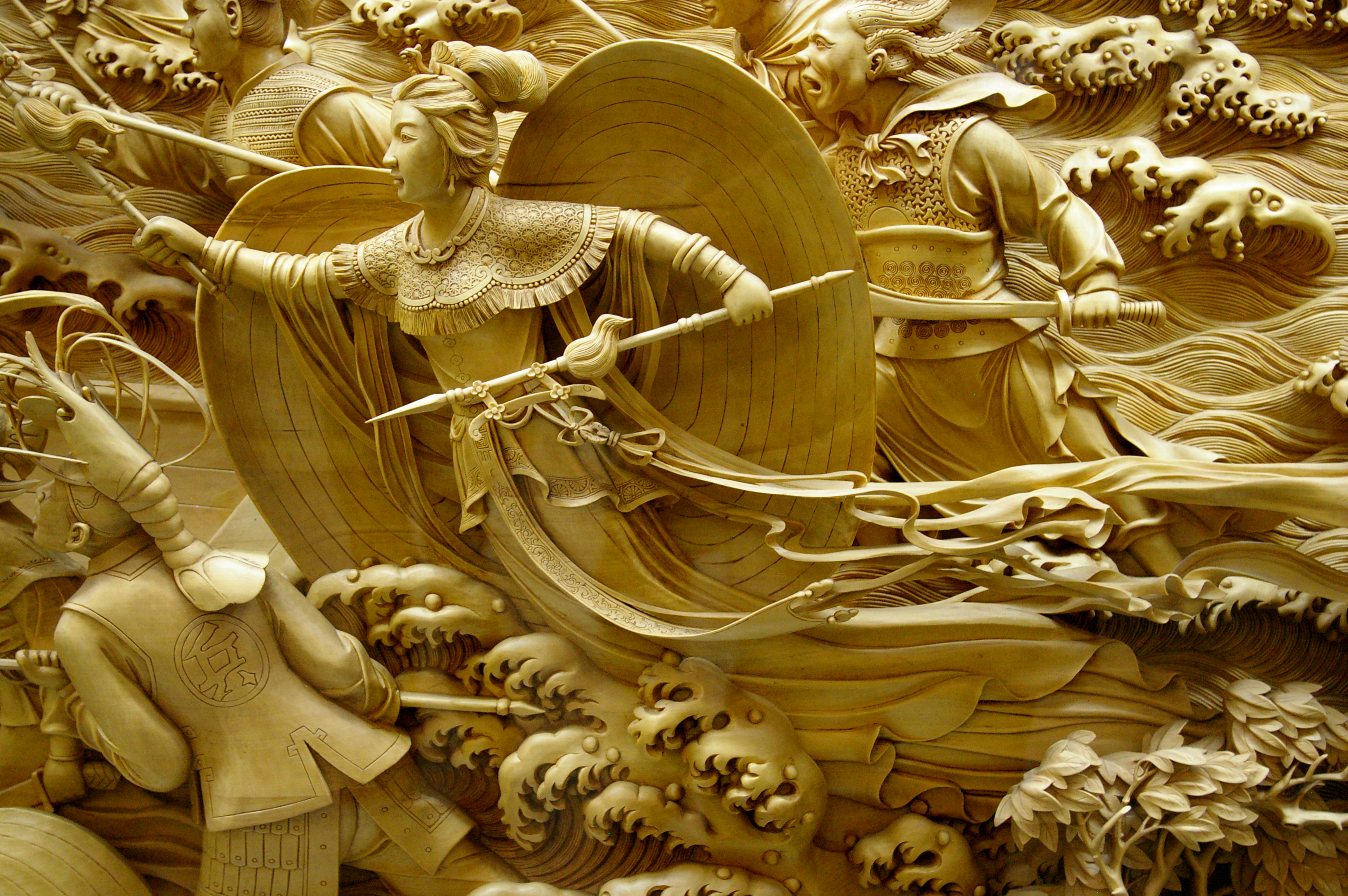
水漫金山（浮雕），摄于杭州雷峰塔

最初描写白娘子形象的文献是《白娘子永镇雷峰塔》，其中描述白娘子是一位绝美少妇，头戴孝头鬓，乌云畔插着些素钗梳，穿一领白绢衫儿，下穿一条细麻布裙。而《白蛇全传》中白娘子盗取仙草时装扮为青丝挽就双丫鬓，四串红须拖在鬓旁，身穿白绫盘云衫子，猩红色片锦镶裤子，白袜粽鞋，腰束鹅黄色丝条，背插一口青峰宝剑，手里拿着拂尘。
近代影视剧中都描写出白娘子的心爱之物是莲花，幻化出来的大宅中都有一个莲花池。
在越南本土的母道教中，白娘子和小青一起被玉皇大帝封為青蛇白蛇神將，和代表五行的五虎神將並列，成為越南人崇敬的神靈之一。

## 人物的称呼

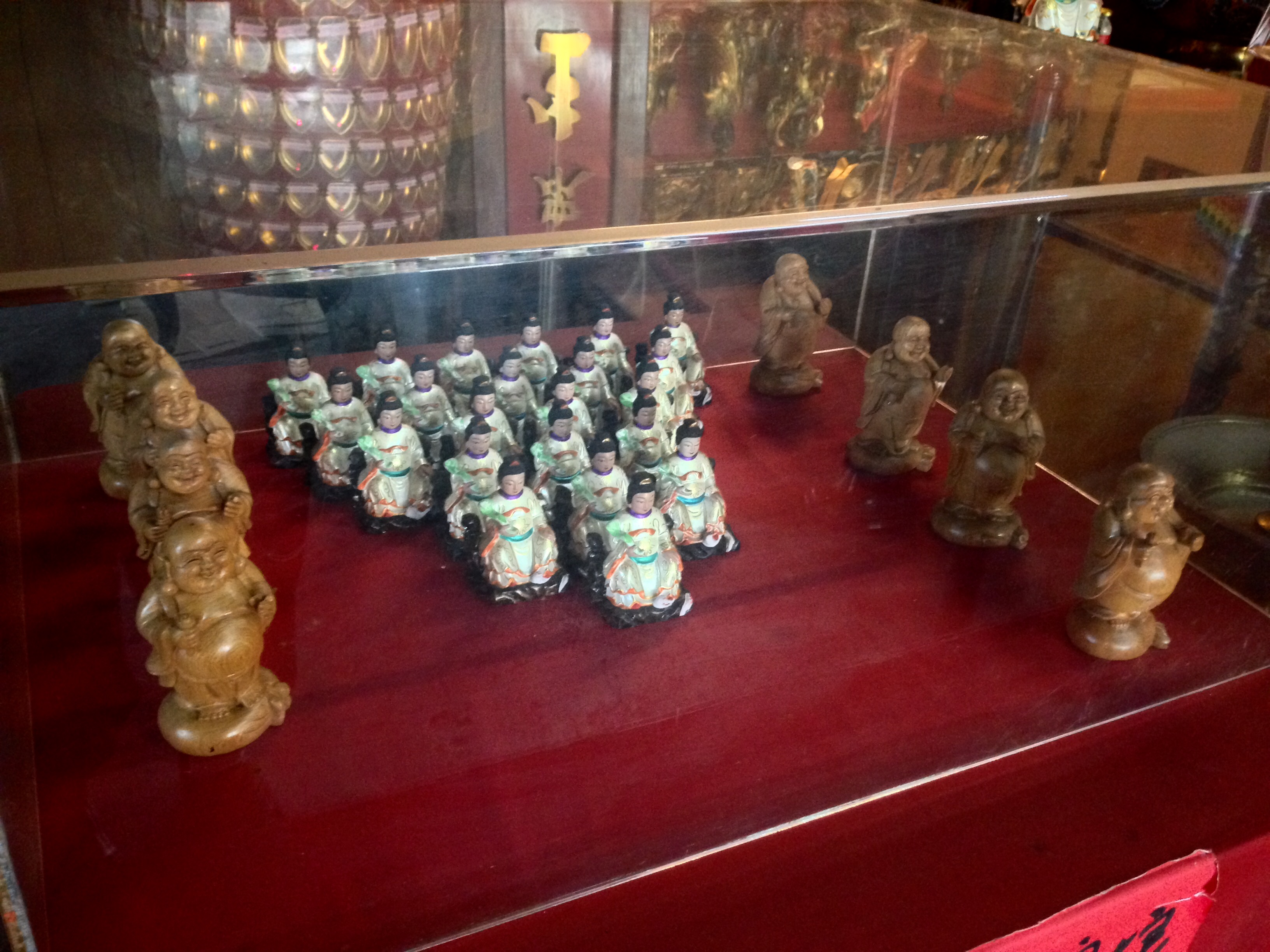
白蛇廟白娘子神像

普遍来说称呼最多的还是“白娘子”，最初的版本与后期的部分版本中都叫白娘子。原本白娘子无名无姓，后编的戏曲中则把白娘子命名为“白素贞”。而《雷峰塔奇传》中是唯一给白娘子命名为“白珍娘”的文献。“白娘娘”这个称呼则是从者对白娘子的尊称。

## 影視形象

### 電視劇
| 年份   | 劇名                   | 演員   | 製作公司                                                   | 備註 |
| ------ | ---------------------- | ------ | ---------------------------------------------------------- | ---- |
| 1990年 | 《奇幻人間世》         | 陳美琪 | 香港電視廣播有限公司                                       |      |
| 1992年 | 《新白娘子傳奇》       | 趙雅芝 | 景得傳播有限公司                                           |      |
| 1994年 | 《白蛇後傳之人間有愛》 | 劉秋蓮 | 新傳媒私人有限公司                                         |      |
| 2001年 | 《青蛇與白蛇》         | 范文芳 | 新加坡新傳媒私人有限公司/中華民國楊佩佩工作室有限公司      |      |
| 2006年 | 《白蛇传》             | 劉濤   |                                                            |      |
| 2010年 | 《白蛇後傳》           |        | 杭州嘉藝影視                                               |      |
| 2011年 | 《又見白娘子》         | 左小青 | 柯瑞傳媒有限公司                                           |      |
| 2013年 | 《《白蛇外傳》》       | 李燕   | 金騰國際傳播有限公司/群力傳播有限公司/虹豆傳播事業有限公司 |      |
| 2016年 | 《小戲骨：白蛇傳》     | 陶奕希 | 湖南廣播電視台                                             |      |
| 2018年 | 《天乩之白蛇傳說》     | 楊紫   | 歡瑞世紀/新媒誠品/新文化                                   |      |
| 2019年 | 《新白娘子傳奇》       | 鞠婧禕 | 北京愛奇藝科技有限公司                                     |      |

### 電影
| 年份   | 劇名               | 演員   | 製作公司                              | 備註           |
| ------ | ------------------ | ------ | ------------------------------------- | -------------- |
| 1934年 | 《水淹金山》       |        | 希諾影業公司                          | 馬來語黑白電影 |
| 1956年 | 《白夫人的妖戀》   | 李香蘭 | 東寶株式會社/邵氏兄弟（香港）有限公司 |                |
| 1975年 | 《白蛇大鬧天宮》   | 嘉凌   |                                       |                |
| 1993年 | 《青蛇》           | 王祖賢 | 思遠影業公司                          |                |
| 2011年 | 《法海：白蛇傳說》 | 黃聖依 | 中國巨力影視傳媒有限公司              |                |
| 2018年 | 《新白蛇傳之青蛇》 | 安晨芯 |                                       |                |
| 2018年 | 《新白蛇傳之法海》 |        |                                       |                |
| 2018年 | 《白蛇傳·情》      | 曾小敏 |                                       |                |